# Floyd, Novi Meksiko
Floyd je selo u okrugu Rooseveltu u američkoj saveznoj državi Novom Meksiku. Prema popisu 2010. u Floydu živjelo je 133 stanovnika. 

## Zemljopis
Nalazi se na  34°13′45″N 103°31′43″W / 34.22917°N 103.52861°W (34.229034, -103.528553). Prema Uredu SAD-a za popis stanovništva, zauzima 8,0 km2 površine, sve suhozemne.

## Stanovništvo
Prema podatcima popisa 2000. u Floydu je bilo 78 stanovnika, 30 kućanstava i 23 obitelji, a stanovništvo po rasi bili su 93,59% bijelci, 5,13% ostalih rasa, 1,28% dviju ili više rasa. Hispanoamerikanaca i Latinoamerikanaca svih rasa bilo je 15,38%.